# Nematobothrium molae
Nematobothrium molae är en plattmaskart. Nematobothrium molae ingår i släktet Nematobothrium och familjen Didymozoidae. Inga underarter finns listade i Catalogue of Life.